# San Antonio de Oriente
San Antonio de Oriente è un comune dell'Honduras facente parte del dipartimento di Francisco Morazán.
Risulta come comune autonomo già nel 1826.